# Epinephelus darwinensis
Epinephelus darwinensis és una espècie de peix de la família dels serrànids i de l'ordre dels perciformes.

## Morfologia
Els mascles poden assolir els 53,5 cm de longitud total.

## Distribució geogràfica
Es troba al Territori del Nord (Austràlia).